# چارلستون (مین)
چارلستون (به انگلیسی: Charleston) یک منطقهٔ مسکونی در ایالات متحده آمریکا است که در شهرستان پنوب‌اسکات، مین واقع شده‌است. چارلستون ۱۰۵٫۰۵ کیلومتر مربع مساحت و ۱٬۵۵۸ نفر جمعیت دارد و ۹۷ متر بالاتر از سطح دریا واقع شده‌است.